# Халяяха (впадает в залив Халяпаха)
Халяяха  (также Холе-Яха) — река в России, протекает по Ямало-Ненецкому АО. Длина реки составляет 158 км. Площадь водосборного бассейна — 1280 км². 
Река вытекает из небольшого безымянного озера в северной части полуострова Ямал на высоте более 26 м над уровнем моря. Преимущественно течёт на север и северо-восток по тундровой местности. Активно меандрирует. В бассейне находится большое число некрупных озёр. Русло участками заболочено. Берега часто обрывистые. Впадает с запада в мелководный залив Халяпаха Обской губы на северной оконечности полуострова Ямал в 37 км к восток-юго-востоку от устья реки Яхадыяха. Перед устьем ширина реки составляет 202 м, а глубина — 3 м. Скорость течения в низовьях — 0,2 м/с.

## Основные притоки
Указаны поименованные притоки длиной 30 км и более .
| Название      | Расстояние от устья | Длина | Положение |
| ------------- | ------------------- | ----- | --------- |
| Халянгортаяха | 29                  | 53    | левый     |
| Хальмеръяха   | 52                  | 49    | левый     |
| Падъяха       | 116                 | 33    | левый     |

## Данные водного реестра
По данным государственного водного реестра России относится к Нижнеобскому бассейновому округу, водохозяйственный участок — реки западного участка бассейна Обской губы, речной подбассейн реки — Обь ниже впадения Северной Сосьвы. Речной бассейн реки — (Нижняя) Обь от впадения Иртыша.
Код объекта в государственном водном реестре — 15020300312115300042498.